# Biver (Bouches-du-Rhône)

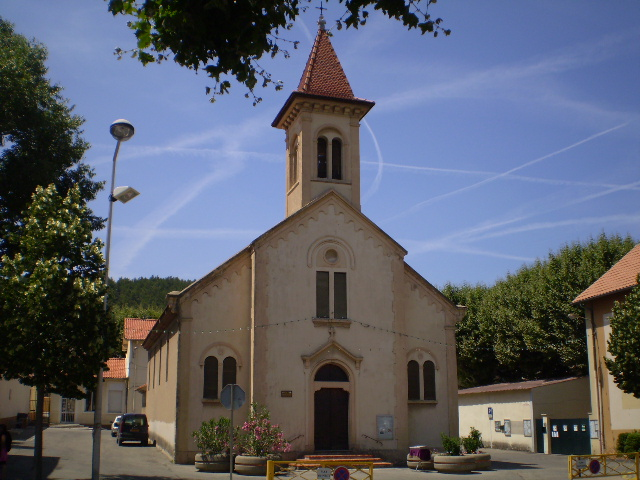
Kirche von Biver

Biver ist ein Ortsteil der Gemeinde Gardanne im französischen Département Bouches-du-Rhône in der Region Provence-Alpes-Côte d’Azur. Das Dorf, das früher vom Bergbau lebte, hat mehr als 4000 Einwohner. Es besteht eine besondere Rivalität mit dem Nachbarn, die sich vor allem in Fußballspielen äußert.
Im Ortszentrum befindet sich eine weiße Statue der heiligen Barbara, der Schutzheiligen der Bergleute.

## Geschichte
Mit dem Aufschwung des Bergbaus in der zweiten Hälfte des 19. Jahrhunderts entwickelte sich das Dorf rasant. Schon 1782 ersetzte die Verwendung von Kohle das bisher verwendete Brennholz. Die allerersten Minen liefen mit Wasser voll und mussten von den Arbeitern verlassen werden. Zu dieser Zeit gruben Kinder im Alter von neun bis 14 Jahren die Kohle ab. 1827 wurde bereits der Verfall der Minen von Gardanne befürchtet. Gleichzeitig benötigten die Fabriken von Marseille immer mehr Brennstoff. Doch in den Minen herrschten mit Temperaturen von 45 Grad menschenunwürdige Arbeitsbedingungen. Zu dieser Zeit gab es allein in der Region Gardanne-Peynier-Fuveau 80 illegale und 200 verlassene Schächte. 1854 entschied sich der junge belgische Ingenieur Ernest Biver, in den Minen von Gardanne zu arbeiten. Er setzte neue Arbeitstechniken durch, die die Kohlegewinnung vereinfachten. 16 Jahre vor Umsetzung seines großen Vorhabens, dem Bau eines Stollens nach La Madrague (Viertel von Marseille), starb er. 1926 wurde das Dorf nach ihm benannt. Die Minen waren lange Zeit noch in Betrieb, erst 2003 wurden sie geschlossen.